# Saarijärvi (Gällivare socken, Lappland, 748448-173610)
Saarijärvi är en sjö i Gällivare kommun i Lappland och ingår i Kalixälvens huvudavrinningsområde.